# Rudelzhofen
Rudelzhofen ist ein Ortsteil der Gemeinde Röhrmoos im oberbayerischen Landkreis Dachau.

## Lage
Der Weiler liegt nordöstlich des Kernortes Röhrmoos. Die Kreisstraße DAH 4 verläuft unweit östlich.

## Einwohner
Der Weiler mit 19 Einwohner (1970) gehörte zur Gemeinde Schönbrunn und wurde mit dieser im Zuge der Gebietsreform in Bayern am 1. Mai 1978 nach Röhrmoos eingegliedert.

## Sehenswürdigkeiten

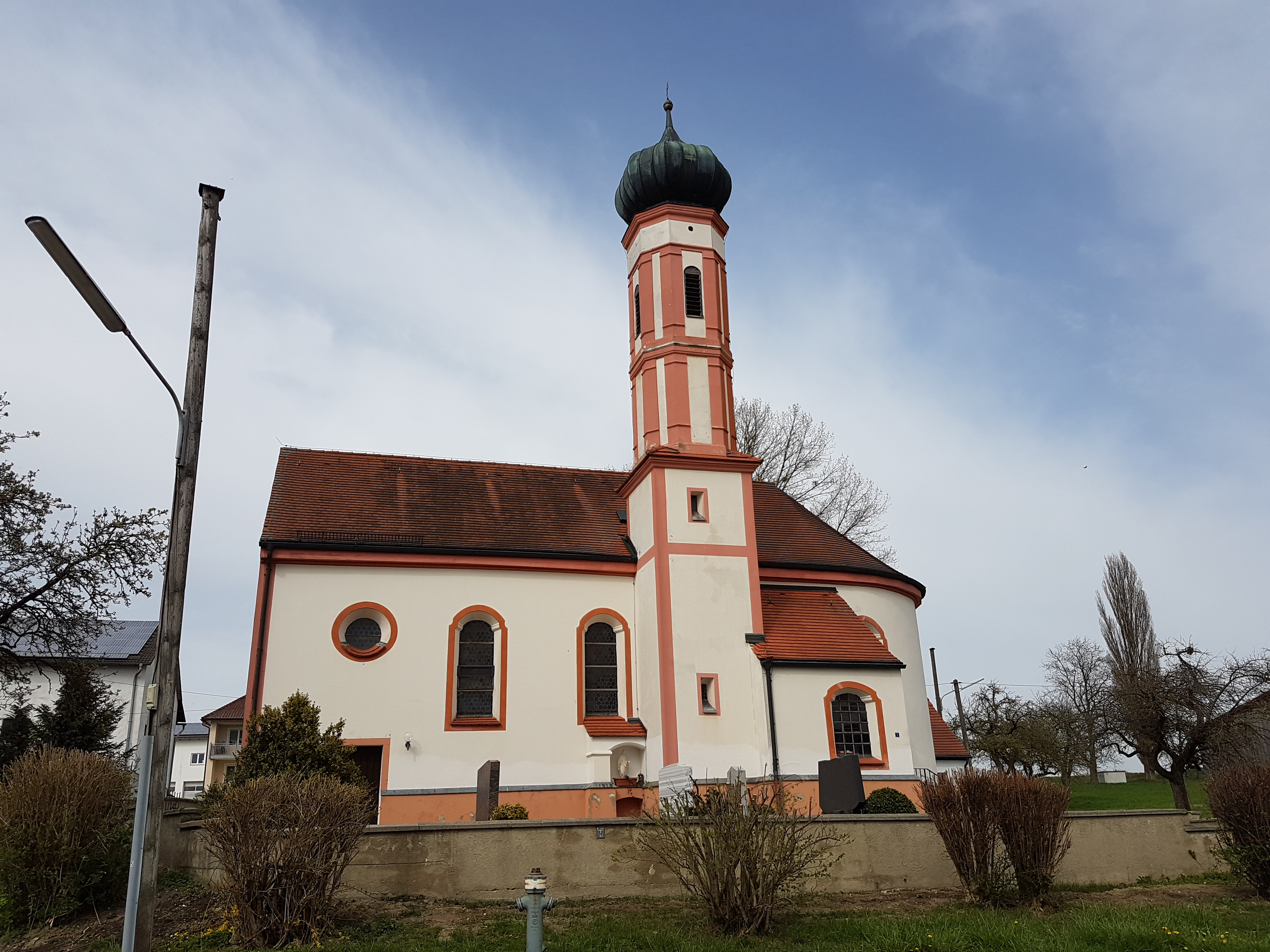
Kirche St. Peter und Paul

In der Liste der Baudenkmäler in Röhrmoos ist für Rudelzhofen ein Baudenkmal aufgeführt:
- Die in Jahren 1735 ff. von Gregor Glonner und Michael Pröbstl errichtete katholische Filialkirche St. Peter und Paul ist ein Saalbau mit eingezogenem, halbrund geschlossenem Chor. An der Südseite befindet sich der Turm mit Oktogon und Zwiebelhaube.